# Enrico Lunghi

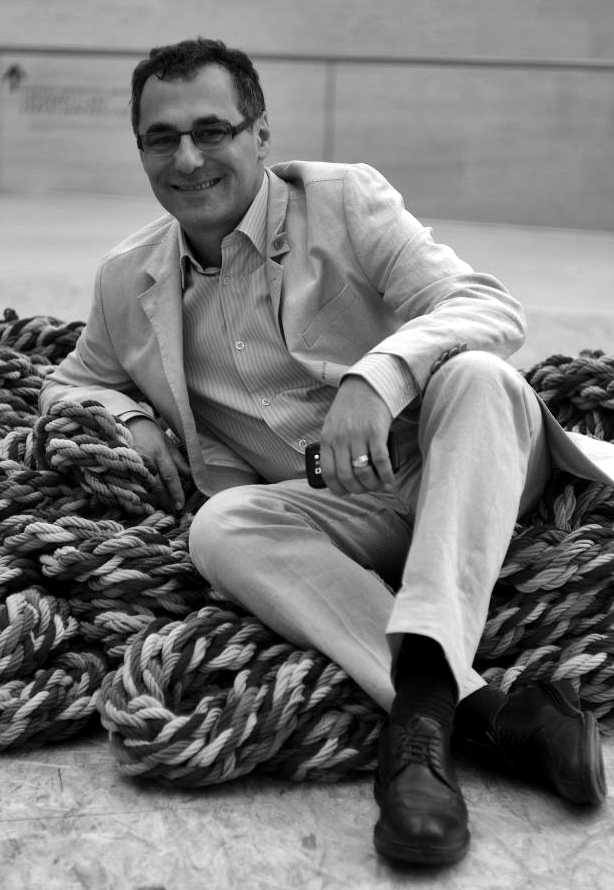
Enrico Lunghi, 2012

Enrico Lunghi (* 18. November 1962 in Luxemburg (Stadt)) ist ein luxemburgischer Kunsthistoriker und Autor.
Lunghi war von 1996 bis 2008 künstlerischer Leiter des Casino Luxembourg und von 2009 bis 2016 Direktor des Musée d’Art Moderne Grand-Duc Jean. Er ist Schatzmeister der luxemburgischen Sektion der Association Internationale des Critiques d’Art (AICA) und war von 2005 bis 2011 Präsident der International Association of Curators of Contemporary Art (IKT). 1995, 1999 und 2007 leitete er luxemburgische Teilnahmen an der Biennale di Venezia. Lunghi schreibt regelmäßig Kolumnen im Tageblatt und veröffentlicht Romane und Krimis.